# American Airlines Flight 191
American Airlines Flight 191 (eller N110AA) var en McDonnell Douglas DC-10-30 som störtade i Des Plaines i Chicago, Illinois, kort efter att det lyfte från O'Hare International Airport för en flygning till Los Angeles. Ombord fanns 258 passagerare och en besättning om 13. Alla ombord samt ytterligare två personer på marken omkom i olyckan. Orsaken till kraschen var att den vänstra jetmotorn föll av på startbanan. Planet kunde ha räddats, men det överstegrades utan att piloterna förstod det. 
Flygolyckan är en av de dödligaste i USA:s historia. 

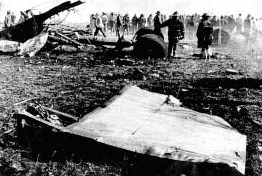
Vraket av N110AA.